# Джузеппе Бергомі
Джузеппе Бергомі (італ. Giuseppe Bergomi, * 22 грудня 1963, Мілан) — колишній італійський футболіст, захисник, ліберо. По завершенні ігрової кар'єри — футбольний тренер. Наразі входить до тренерського штабу клубу «Аталанта».
Як гравець насамперед відомий виступами за клуб «Інтернаціонале», а також національну збірну Італії.
Чемпіон Італії. Володар Кубка Італії. Володар Суперкубка Італії з футболу. Триразовий володар Кубка УЄФА. У складі збірної — чемпіон світу. Включений до переліку «100 найкращих футболістів світу», складеного у 2004 році на прохання ФІФА легендарним Пеле.

## Клубна кар'єра
Вихованець футбольної школи клубу «Інтернаціонале». Дорослу футбольну кар'єру розпочав 1979 року в основній команді того ж клубу, кольори якої і захищав протягом усієї своєї кар'єри гравця, що тривала двадцять один рік. Більшість часу, проведеного у складі «Інтернаціонале», був основним гравцем команди. За цей час виборов титул чемпіона Італії, ставав володарем Кубка Італії, володарем Суперкубка Італії з футболу, володарем Кубка УЄФА (тричі).
Встановив рекорди «Інтера» за загальною кількістю офіційних матчів, проведених за команду клубу, — 758 та за кількістю матчів у Серії A (536). Ці показники лишалися найкращими в історії «Інтера» до 2011 року, коли їх вдалося перевершити аргентинцю Хав'єру Санетті.

## Виступи за збірні
Протягом 1981—1984 років залучався до складу молодіжної збірної Італії. На молодіжному рівні зіграв у 7 офіційних матчах.
1982 року 18-річний оборонець дебютував в офіційних матчах у складі національної збірної Італії. Протягом кар'єри у національній команді, яка тривала 17 років, провів у формі головної команди країни 81 матч, забивши 6 голів. У складі збірної був учасником чемпіонату світу 1982 року в Іспанії, здобувши того року титул чемпіона світу, чемпіонату світу 1986 року у Мексиці, чемпіонату Європи 1988 року у ФРН, на якому команда здобула бронзові нагороди, чемпіонату світу 1990 року в Італії, на якому команда знову здобула бронзові нагороди, чемпіонату світу 1998 року у Франції.

## Кар'єра тренера
Розпочав тренерську кар'єру, повернувшись до футболу після невеликої перерви, 2008 року, увійшовши до тренерського штабу клубу «Інтернаціонале», де опікувався командою юнаків.
Надалі входив до тренерського штабу клубу «Монца», спочатку як тренер молодіжної команди, а згодом працював з дублерами клубу.
Наразі працює у тренерському штабі клубу «Аталанта», також тренером команди дублерів.
| Дата       | Місто                    | Господарі        | Результат             | Гості          | Турнір               | Голи | Примітки       |
| ---------- | ------------------------ | ---------------- | --------------------- | -------------- | -------------------- | ---- | -------------- |
| 14/04/1982 | Лейпциг                  | НДР              | 1 – 0                 | Італія         | товариський матч     | -    |                |
| 05/07/1982 | Барселона                | Італія           | 3 – 2                 | Бразилія       | ЧС 1982              | -    |                |
| 08/07/1982 | Барселона                | Італія           | 2 – 0                 | Польща         | ЧС 1982              | -    |                |
| 11/07/1982 | Мадрид                   | Італія           | 3 – 1                 | ФРН            | ЧС 1982 - Фінал      | -    | Чемпіони світу |
| 27/10/1982 | Рим                      | Італія           | 0 – 1                 | Швейцарія      | товариський матч     | -    |                |
| 13/11/1982 | Мілан                    | Італія           | 2 – 2                 | Чехословаччина | Відбір до ЧЄ 1984    | -    |                |
| 05/10/1983 | Барі                     | Італія           | 3 – 0                 | Греція         | товариський матч     | -    |                |
| 15/10/1983 | Неаполь                  | Італія           | 0 – 3                 | Швеція         | Відбір до ЧЄ 1984    | -    |                |
| 16/11/1983 | Прага                    | Чехословаччина   | 2 – 0                 | Італія         | Відбір до ЧЄ 1984    | -    |                |
| 22/12/1983 | Перуджа                  | Італія           | 3 – 1                 | Кіпр           | Відбір до ЧЄ 1984    | -    |                |
| 04/02/1984 | Рим                      | Італія           | 5 – 0                 | Мексика        | товариський матч     | -    |                |
| 03/03/1984 | Стамбул                  | Туреччина        | 1 – 2                 | Італія         | товариський матч     | -    |                |
| 07/04/1984 | Верона                   | Італія           | 1 – 1                 | Чехословаччина | товариський матч     | -    |                |
| 22/05/1984 | Цюрих                    | ФРН              | 1 – 0                 | Італія         | товариський матч     | -    |                |
| 26/05/1984 | Торонто                  | Канада           | 0 – 2                 | Італія         | товариський матч     | -    |                |
| 30/05/1984 | Нью-Йорк                 | США              | 0 – 0                 | Італія         | товариський матч     | -    |                |
| 26/09/1984 | Мілан                    | Італія           | 1 – 0                 | Швеція         | товариський матч     | -    |                |
| 03/11/1984 | Лозанна                  | Швейцарія        | 1 – 1                 | Італія         | товариський матч     | -    |                |
| 08/12/1984 | Пескара                  | Італія           | 2 – 0                 | Польща         | товариський матч     | -    |                |
| 05/02/1985 | Дублін                   | Ірландія         | 1 – 2                 | Італія         | товариський матч     | -    |                |
| 13/03/1985 | Афіни                    | Греція           | 0 – 0                 | Італія         | товариський матч     | -    |                |
| 03/04/1985 | Асколі-Пічено            | Італія           | 2 – 0                 | Португалія     | товариський матч     | -    |                |
| 02/06/1985 | Мехіко                   | Мексика          | 1 – 1                 | Італія         | товариський матч     | -    |                |
| 06/06/1985 | Мехіко                   | Італія           | 2 – 1                 | Англія         | товариський матч     | -    |                |
| 25/09/1985 | Лечче                    | Італія           | 1 – 2                 | Норвегія       | товариський матч     | -    |                |
| 16/11/1985 | Хожув                    | Польща           | 1 – 0                 | Італія         | товариський матч     | -    |                |
| 05/02/1986 | Авелліно                 | Італія           | 1 – 2                 | ФРН            | товариський матч     | -    |                |
| 11/05/1986 | Неаполь                  | Італія           | 2 – 0                 | КНР            | товариський матч     | -    |                |
| 31/05/1986 | Мехіко                   | Італія           | 1 – 1                 | Болгарія       | ЧС 1986              | -    |                |
| 05/06/1986 | Пуебла                   | Італія           | 1 – 1                 | Аргентина      | ЧС 1986              | -    |                |
| 17/06/1986 | Мехіко                   | Франція          | 2 – 0                 | Італія         | ЧС 1986              | -    |                |
| 08/10/1986 | Болонья                  | Італія           | 2 – 0                 | Греція         | товариський матч     | 2    |                |
| 15/11/1986 | Мілан                    | Італія           | 3 – 2                 | Швейцарія      | Відбір до ЧЄ 1988    | -    |                |
| 06/12/1986 | Валетта                  | Мальта           | 0 – 2                 | Італія         | Відбір до ЧЄ 1988    | -    |                |
| 24/01/1987 | Бергамо                  | Італія           | 5 – 0                 | Мальта         | Відбір до ЧЄ 1988    | 1    |                |
| 14/02/1987 | Лісабон                  | Португалія       | 0 – 1                 | Італія         | Відбір до ЧЄ 1988    | -    |                |
| 18/04/1987 | Кельн                    | ФРН              | 0 – 0                 | Італія         | товариський матч     | -    |                |
| 28/05/1987 | Осло                     | Норвегія         | 0 – 0                 | Італія         | товариський матч     | -    |                |
| 03/06/1987 | Стокгольм                | Швеція           | 1 – 0                 | Італія         | Відбір до ЧЄ 1988    | -    |                |
| 23/09/1987 | Піза                     | Італія           | 1 – 0                 | Югославія      | товариський матч     | -    |                |
| 14/11/1987 | Неаполь                  | Італія           | 2 – 1                 | Швеція         | Відбір до ЧЄ 1988    | -    |                |
| 05/12/1987 | Мілан                    | Італія           | 3 – 0                 | Португалія     | Відбір до ЧЄ 1988    | -    |                |
| 20/02/1988 | Барі                     | Італія           | 4 – 1                 | СРСР           | товариський матч     | 1    |                |
| 31/03/1988 | Спліт                    | Югославія        | 1 – 1                 | Італія         | товариський матч     | -    |                |
| 27/04/1988 | Люксембург (місто)       | Люксембург       | 0 – 3                 | Італія         | товариський матч     | 1    |                |
| 04/06/1988 | Брешія                   | Італія           | 0 – 1                 | Уельс          | товариський матч     | -    |                |
| 10/06/1988 | Дюссельдорф              | ФРН              | 1 – 1                 | Італія         | ЧЄ 1988              | -    |                |
| 14/06/1988 | Франкфурт-на-Майні       | Італія           | 1 – 0                 | Іспанія        | ЧЄ 1988              | -    |                |
| 17/06/1988 | Кельн                    | Італія           | 2 – 0                 | Данія          | ЧЄ 1988              | -    |                |
| 22/06/1988 | Штутгарт                 | СРСР             | 2 – 0                 | Італія         | ЧЄ 1988              | -    |                |
| 19/10/1988 | Пескара                  | Італія           | 2 – 1                 | Норвегія       | товариський матч     | -    |                |
| 16/11/1988 | Рим                      | Італія           | 1 – 0                 | Нідерланди     | товариський матч     | -    |                |
| 22/12/1988 | Перуджа                  | Італія           | 2 – 0                 | Шотландія      | товариський матч     | -    |                |
| 22/02/1989 | Піза                     | Італія           | 1 – 0                 | Данія          | товариський матч     | 1    |                |
| 25/03/1989 | Відень                   | Австрія          | 0 – 1                 | Італія         | товариський матч     | -    |                |
| 29/03/1989 | Сібіу (місто)            | Румунія          | 1 – 0                 | Італія         | товариський матч     | -    |                |
| 22/04/1989 | Верона                   | Італія           | 1 – 1                 | Уругвай        | товариський матч     | -    |                |
| 26/04/1989 | Таранто                  | Італія           | 4 – 0                 | Угорщина       | товариський матч     | -    |                |
| 20/09/1989 | Чезена                   | Італія           | 4 – 0                 | Болгарія       | товариський матч     | -    |                |
| 14/10/1989 | Болонья                  | Італія           | 0 – 1                 | Бразилія       | товариський матч     | -    |                |
| 11/11/1989 | Віченца                  | Італія           | 1 – 0                 | Алжир          | товариський матч     | -    |                |
| 15/11/1989 | Лондон                   | Англія           | 0 – 0                 | Італія         | товариський матч     | -    |                |
| 21/12/1989 | Кальярі                  | Італія           | 0 – 0                 | Аргентина      | товариський матч     | -    |                |
| 21/02/1990 | Роттердам                | Нідерланди       | 0 – 0                 | Італія         | товариський матч     | -    |                |
| 31/03/1990 | Базель                   | Швейцарія        | 0 – 1                 | Італія         | товариський матч     | -    |                |
| 09/06/1990 | Рим                      | Італія           | 1 – 0                 | Австрія        | ЧС 1990              | -    |                |
| 14/06/1990 | Рим                      | Італія           | 1 – 0                 | США            | ЧС 1990              | -    |                |
| 19/06/1990 | Рим                      | Італія           | 2 – 0                 | Чехословаччина | ЧС 1990              | -    |                |
| 25/06/1990 | Рим                      | Італія           | 2 – 0                 | Уругвай        | ЧС 1990              | -    |                |
| 30/06/1990 | Рим                      | Італія           | 1 – 0                 | Ірландія       | ЧС 1990              | -    |                |
| 03/07/1990 | Неаполь                  | Аргентина        | 1 – 1                 | Італія         | ЧС 1990 - dts        | -    |                |
| 07/07/1990 | Барі                     | Італія           | 2 – 1                 | Англія         | ЧС 1990              | -    | 3-є місце      |
| 26/09/1990 | Палермо                  | Італія           | 1 – 0                 | Нідерланди     | товариський матч     | -    |                |
| 17/10/1990 | Будапешт                 | Угорщина         | 1 – 1                 | Італія         | Відбір до ЧЄ 1992    | -    |                |
| 22/12/1990 | Лімасол                  | Кіпр             | 0 – 4                 | Італія         | Відбір до ЧЄ 1992    | -    |                |
| 05/06/1991 | Осло                     | Норвегія         | 2 – 1                 | Італія         | Відбір до ЧЄ 1992    | -    |                |
| 12/06/1991 | Мальме                   | Італія           | 2 – 0 д.ч.            | Данія          | Scania Cup           | -    |                |
| 02/06/1998 | Гетеборг                 | Швеція           | 1 – 0                 | Італія         | товариський матч     | -    |                |
| 23/06/1998 | Сен-Дені (Сена-Сен-Дені) | Італія           | 2 – 1                 | Австрія        | ЧС 1998              | -    |                |
| 27/06/1998 | Марсель                  | Італія           | 1 – 0                 | Норвегія       | ЧС 1998 - 1/8 фіналу | -    |                |
| 03/07/1998 | Париж                    | Італія           | 0 – 0 д.ч. (3-4 п.п.) | Франція        | ЧС 1998 - Quarti     | -    |                |
| Усього     |                          | Матчів (8 місце) | 81                    |                | Голів                | 6    |                |

## Титули і досягнення
- Чемпіон Італії (1):

«Інтернаціонале»: 1988–89
- Володар Кубка Італії (1):

«Інтернаціонале»: 1981–82
- Володар Суперкубка Італії з футболу (1):

«Інтернаціонале»: 1989
- Володар Кубка УЄФА (3):

«Інтернаціонале»: 1990–91, 1993–94, 1997–98
- Чемпіон світу (1): 1982
- Бронзовий призер чемпіонату світу (1): 1990